# Canton de Hautefort
Le canton de Hautefort est une ancienne division administrative française située dans le département de la Dordogne, en région Aquitaine.

## Historique
Le canton de Hautefort est l'un des cantons de la Dordogne créés en 1790, en même temps que les autres cantons français. Composé initialement de huit communes (Badefol Dans, Cherveix, Hautefort, Nailhac, La Nouaillette, Saint-Aignan, Saint-Martial et Tourtoirac), il est d'abord rattaché au district d'Excideuil. En 1793, il s'agrandit avec l'arrivée de deux communes détachées du département de la Corrèze : Coubjours et Teillots. En 1795, les districts sont supprimés. En 1801, il est rattaché à l'arrondissement de Périgueux. Il s'agrandit de nouveau en récupérant plusieurs communes provenant de trois cantons supprimés :
du canton de Cubjac (Saint-Pardoux-d'Ans),
du canton de Genis (Boisseuilh et Cubas),
et du canton d'Orse (La Chapelle-Saint-Jean, Chourgnac, Granges-d'Ans, Sainte-Eulalie-d'Ans et Temple-Laguyon).
De 1833 à 1848, les cantons de Hautefort et d'Excideuil avaient le même conseiller général. Le nombre de conseillers généraux était limité à 30 par département.

### Redécoupage cantonal de 2014-2015
Par décret du 21 février 2014, le nombre de cantons du département est divisé par deux, avec mise en application aux élections départementales de mars 2015. Le canton de Hautefort est supprimé à cette occasion. Douze de ses treize communes sont alors rattachées au canton du Haut-Périgord Noir (bureau centralisateur : Thenon), la dernière (Cherveix-Cubas) étant rattachée au canton d'Isle-Loue-Auvézère (bureau centralisateur : Excideuil).

## Géographie
Ce canton était organisé autour de Hautefort dans l'arrondissement de Périgueux. Son altitude variait de 122 m (Sainte-Eulalie-d'Ans) à 357 m (Nailhac) pour une altitude moyenne de 210 m.

## Représentation

### Conseillers généraux de 1833 à 2015
| Période         | Période          | Identité                               | Étiquette                      | Qualité |
| --------------- | ---------------- | -------------------------------------- | ------------------------------ | --- |
| 1833            | 1839             | Thomas-Robert Bugeaud de la Piconnerie | Majorité ministérielle         | Général Gouverneur général de l'Algérie Député de la Dordogne (1831-1848) Député de Charente-Inférieure (1849)                            |
| 1839            | 1848             | Jean-Baptiste Chavoix                  | Centre gauche                  | Docteur en médecine à Excideuil Député (1848-1849, 1878-1881) Conseiller municipal d'Excideuil                                            |
| 1848            | 1861             | Aubin Lucien Malafayde                 |                                | Juge de paix du canton de Hautefort, propriétaire à Hautefort                                                                             |
| 1861            | 1880             | Jean Raynaud                           | Union des droites-Bonapartiste | Avocat - Député (1876-1877) |
| 1880            | 1884 (démission) | Noël Villotte                          | Républicain                    | Avocat - Maire d'Hautefort (1870-1871 et 1888-1896)                                                                                       |
| 1884            | 1886             | Henri Chavoix                          | Rad.                           | Notaire à Excideuil Député (1881-1898) Maire de Tourtoirac, conseiller d'arrondissement                                                   |
| 1886            | 1898             | Gustave Brousseaud                     | Républicain                    | Maire de Sainte-Eulalie-d'Ans (1881-1908)                                                                                                 |
| 1898            | 1904             | Henri Chavoix                          | Rad.                           | Notaire à Excideuil Député (1881-1898, 1902-1910 et 1914-1919)                                                                            |
| 1904            | 1928             | Henri Faucon                           | Républicain                    | Maire d'Hautefort (1900-1908 et 1918-1922)                                                                                                |
| 1928            | 1940             | Paul-Max Queyroi                       | Rad.                           | Médecin Maire de Cherveix-Cubas |
|                 |                  |                                        |                                | |
| 1945            | 1957 (décès)     | Paul-Max Queyroi                       | Rad.                           | Médecin Maire de Cherveix-Cubas |
| 26 janvier 1958 | 1989 (décès)     | Pierre Queyroi (fils du précédent)     | Rad. puis MRG                  | Médecin Adjoint au maire de Cherveix-Cubas Suppléant du député Michel Diéras (1958-1962)                                                  |
| 1989            | 2004             | Jean-Marie Queyroi (fils du précédent) | MRG puis PS                    | Médecin Président de la Communauté de Communes d'Hautefort Maire de Cherveix-Cubas, Député-suppléant du député Germinal Peiro (1997-2012) |
| 2004            | 2015             | Yves Moreau                            | PRG                            | Technicien Maire de Hautefort (1995-2020)                                                                                                 |

### Conseillers d'arrondissement (de 1833 à 1940)
| Période                                  | Période      | Identité                                | Étiquette                | Qualité |
| ---------------------------------------- | ------------ | --------------------------------------- | ------------------------ | --- |
| 1833                                     | 1848         | Bertrand Mercier-Lacombe                |                          | Chirurgien, propriétaire, suppléant du juge de paix, maire d'Hautefort                                                                              |
|                                          |              |                                         |                          | |
| av.1855                                  | 1858         | Jean Charles de Larouverade (1807-1884) |                          | Maire de Badefols-d'Ans |
| 1858                                     | 1864         | M. Bonnet                               |                          | Pharmacien |
| 1864                                     | 1871         | Sylvain Jacquinot de Presle (1827-1916) |                          | Agriculteur, propriétaire du château de Saint-Martial-Laborie, maire de Cherveix-Cubas (1865-1870, 1876-1878, 1888-1892 et 1900-1912)               |
| 1871                                     | 1872 (décès) | Jean-Baptiste Demarais                  |                          | Notaire, maire de Cherveix-Cubas de 1870 à 1872 |
| 1872                                     | 1883         | Antoine Villotte (1834-1897)            |                          | Avocat, ancien Président du Tribunal d'instance de Périgueux, propriétaire à Hautefort                                                              |
| 1883                                     | 1884         | Henri Chavoix                           | Radical                  | Notaire à Excideuil, Député (1881-1898), maire de Tourtoirac                                                                                        |
| 1895                                     | 1922 (décès) | Alexandre Queyroi (1855-1922)           | Républicain puis Radical | Médecin, Badefols-d'Ans |
| 1922                                     | 1931         | Raoul Dévort                            |                          | Propriétaire du haras de Trélissac, maire de Tourtoirac (de 1929 à 1944), propriétaire à Adon (Loiret) et à Paris                                   |
| 1931                                     | 1936 (décès) | Léonard Baleyte                         | Républicain modéré       | Propriétaire, maire de Sainte-Eulalie-d'Ans |
| janvier 1937                             | oct.1937     | Jean Lhommond                           | SFIO                     | Ingénieur agricole, chargé de cours à l'Ecole agricole d'Excideuil, propriétaire à Coubjours Résistant exécuté le 18 août 1944 à Rosiers-d'Égletons |
| 1937                                     | 1940         | René Blondy                             | Radical                  | Propriétaire à La Chapelle-Saint-Jean |
| 1940                                     |              |                                         |                          | Les conseils d'arrondissement ont été suspendus par la loi du 12 octobre 1940 et n'ont jamais été réactivés                                         |
| Les données manquantes sont à compléter. |              |                                         |                          | |

Sources : "Annuaires et calendriers 1789-1842 " sur le site des archives départementales de la Dordogne. https://archives.dordogne.fr/r/72/fonds-imprimes/annuaires-et-calendriers?arko_default_6076b1c79b335--ficheFocus=

## Composition
Le canton de Hautefort regroupait treize communes et comptait 4 171 habitants (population municipale) au 1er janvier 2011.
| Communes               | Population (2012) | Code postal | Code Insee |
| ---------------------- | ----------------- | ----------- | ---------- |
| Badefols-d'Ans         | 462               | 24390       | 24021      |
| Boisseuilh             | 118               | 24390       | 24046      |
| La Chapelle-Saint-Jean | 91                | 24390       | 24113      |
| Cherveix-Cubas         | 628               | 24390       | 24120      |
| Chourgnac              | 71                | 24640       | 24121      |
| Coubjours              | 155               | 24390       | 24136      |
| Granges-d'Ans          | 166               | 24390       | 24202      |
| Hautefort              | 1 085             | 24390       | 24210      |
| Nailhac                | 295               | 24390       | 24302      |
| Sainte-Eulalie-d'Ans   | 292               | 24640       | 24401      |
| Teillots               | 110               | 24390       | 24545      |
| Temple-Laguyon         | 44                | 24390       | 24546      |
| Tourtoirac             | 654               | 24390       | 24555      |

## Démographie
| 1962  | 1968  | 1975  | 1982  | 1990  | 1999  | 2006  | 2007  | 2012  |
| ----- | ----- | ----- | ----- | ----- | ----- | ----- | ----- | ----- |
| 5 339 | 5 038 | 4 827 | 4 531 | 4 153 | 4 176 | 4 159 | 4 155 | 4 155 |